# Soul (bande originale)
Pour les articles homonymes, voir Soul (homonymie).
Soul : Original Motion Picture Soundtrack est la bande originale du film Soul de Disney-Pixar sorti en 2020. La bande sonore est une compilation des 23 morceaux de la partition de Trent Reznor et Atticus Ross de l'album vinyle Soul : Original Motion Picture Score ainsi que de 16 chansons originales de Jon Batiste de l'album vinyle Music from and Inspired by Soul. Les trois albums ont été publiés par Walt Disney Records le 18 décembre 2020.
Reznor et Ross ont composé une musique new-age pour les segments métaphysiques du film, tandis que Batiste a composé un certain nombre de chansons de jazz originales pour les segments du film basés à New York. La bande originale a été saluée par la critique comme faisant partie intégrante du film et a remporté le Golden Globe et l'Oscar de la meilleure musique de film.

## Écriture et enregistrement
Lors de la D23 Expo 2019, Trent Reznor et Atticus Ross ont été révélés pour composer la musique du film, tandis que Jon Batiste devait écrire des chansons de jazz pour le film. Reznor et Ross avaient été engagés sur recommandation du concepteur sonore Ren Klyce, qui avait beaucoup travaillé avec le duo dans les films de David Fincher. Batiste a composé une musique de jazz pour les séquences du film se déroulant à New York, tandis que Reznor et Ross ont écrit une partition instrumentale pour les scènes se déroulant dans le Grand Avant. Batiste a déclaré qu'il voulait créer une musique de jazz qui soit "authentique", mais aussi "accessible à tous les âges". Il voulait également que les thèmes soient liés à la "nature éthérée" du Grand Avant tout en étant sur Terre. Batiste a aussi parfois travaillé avec Reznor et Ross pour "mélanger les deux mondes, musicalement". Cody Chesnutt a également écrit, produit et interprété une ballade folk-soul originale pour le film, intitulée "Parting Ways",. Il comprend également un interlude hip-hop interprété par Daveed Diggs intitulé "Rappin Ced". Parmi les autres musiciens qui ont été consultés au cours du processus de création figurent Herbie Hancock, Terri Lyne Carrington et Questlove, ce dernier faisant également office de voix dans le film. Batiste s'est inspiré et a voulu rendre hommage à des légendes du jazz telles que Roy Haynes, Harvey Mason, Branford Marsalis, Kenny Kirkland, Charlie Parker et The Headhunters. Batiste a également arrangé une nouvelle version de la chanson "It's All Right", initialement interprétée par The Impressions, pour le film. Cette version solo a fait ses débuts lors d'une prestation de Nelly dans le cadre de la 29e saison de la série télévisée américaine Dancing with the Stars et figure au générique de fin du film, tandis qu'une version en duo avec la chanteuse soul britannique Celeste n'est pas incluse dans la bande-son.
La version japonaise utilise une interprétation jazz de "Kiseki Wo Nozomu Nara" de JUJU pour le thème final du film,,.

## Publication et promotion
Soul : Original Motion Picture Soundtrack est sorti en version numérique le 18 décembre 2020, une semaine avant celle du film. Les deux albums vinyles, à savoir Soul : Original Motion Picture Score de Trent Reznor et Atticus Ross et Music from and Inspired by Soul de Jon Batiste, ont également été mis en vente le 18 décembre 2020,,,,. Bien qu'elle ne figure sur aucun des trois albums, la version en duo de "It's All Right" avec Celeste, qui apparaît au générique de fin, est également sortie en version numérique en tant que single indépendant le 18 décembre,.

## Réception

### Réponse critique
La bande-son a reçu un accueil positif de la part des critiques musicaux et des critiques de cinéma,,, De nombreuses critiques de films ont fait l'éloge de la partition comme étant un point fort du film. Leslie Felperin, du Hollywood Reporter, a écrit : "Avec ce qui pourrait être la meilleure bande-son d'un film Pixar depuis le premier Toy Story, Soul possède une partition de jazz qui n'est pas seulement un ornement de l'histoire ou un renforcement émotionnel, mais une partie intégrante de la narration". Les compositions de Reznor et Ross pendant les segments métaphysiques du film ont été décrites musicalement comme du new-age et du space age, tandis que le travail de Batiste a été décrit musicalement comme du jazz,,. Dans une critique de film pour The A.V. Club, A.A. Dowd a décrit la partition comme étant "inhabituellement apaisante", tandis que Matt Goldberg de Collider l'a décrit comme "envoûtant" et A.O. Scott du New York Times l'a décrit comme "cérébral".

### Récompenses
| Prix                                                     | Categorie                                                           | Nomination                                       | Résultat   | Ref.   |
| -------------------------------------------------------- | ------------------------------------------------------------------- | ------------------------------------------------ | ---------- | ------ |
| Los Angeles Film Critics Association Awards              | Best Music                                                          | Trent Reznor et Atticus Ross                     | Lauréat    | [ 28 ] |
| Chicago Film Critics Association Awards                  | Best Original Score                                                 | Trent Reznor, Atticus Ross and Jon Batiste       | Lauréat    | [ 29 ] |
| Florida Film Critics Circle Awards                       | Best Score                                                          | Trent Reznor, Atticus Ross et Jon Batiste        | Lauréat    | [ 30 ] |
| Greater Western New York Film Critics Association Awards | Best Score                                                          | Trent Reznor et Atticus Ross                     | Lauréat    | [ 31 ] |
| Chicago Indie Critics Awards                             | Best Musical Score                                                  | Trent Reznor et Atticus Ross                     | Lauréat    | [ 32 ] |
| North Carolina Film Critics Association Awards           | Best Music                                                          | Soul                                             | Lauréat    | [ 33 ] |
| Oklahoma Film Critics Circle Awards                      | Best Score                                                          | Trent Reznor et Atticus Ross                     | Lauréat    | [ 34 ] |
| Oklahoma Film Critics Circle Awards                      | Best Body of Work                                                   | Trent Reznor et Atticus Ross                     | Lauréat    | [ 34 ] |
| St. Louis Gateway Film Critics Association Awards        | Best Music Score                                                    | Soul                                             | Lauréat    | [ 35 ] |
| Denver Film Critics Society Awards                       | Best Original Score                                                 | Trent Reznor et Atticus Ross                     | Lauréat    | [ 36 ] |
| Houston Film Critics Society Awards                      | Best Original Score                                                 | Trent Reznor, Atticus Ross et Jon Batiste        | Lauréat    | [ 37 ] |
| San Francisco Bay Area Film Critics Circle               | Best Original Score                                                 | Trent Reznor et Atticus Ross                     | Lauréat    | [ 38 ] |
| Online Film Critics Society Awards                       | Best Original Score                                                 | Trent Reznor et Atticus Ross                     | Lauréat    | [ 39 ] |
| Hollywood Music in Media Awards                          | Best Original Score – Animated Film                                 | Trent Reznor, Atticus Ross et Jon Batiste        | Lauréat    | [ 40 ] |
| Hollywood Music in Media Awards                          | Outstanding Music Supervision – Film                                | Tom MacDougall                                   | Nomination | [ 40 ] |
| Hollywood Music in Media Awards                          | Best Soundtrack Album                                               | Soul: Original Motion Picture Soundtrack         | Nomination | [ 40 ] |
| Washington D.C. Area Film Critics Association Awards     | Best Score                                                          | Trent Reznor, Atticus Ross and Jon Batiste       | Lauréat    | [ 41 ] |
| International Film Music Critics Association Awards      | Best Original Score for an Animated Film                            | Trent Reznor, Atticus Ross et Jon Batiste        | Nomination | [ 42 ] |
| Golden Globe Awards                                      | Best Original Score                                                 | Trent Reznor, Atticus Ross et Jon Batiste        | Lauréat    | [ 43 ] |
| Hollywood Critics Association Awards                     | Artisans Achievement Award                                          | Trent Reznor et Atticus Ross                     | Lauréat    | [ 30 ] |
| Critics' Choice Movie Awards                             | Best Score                                                          | Trent Reznor, Atticus Ross et Jon Batiste        | Lauréat    | [ 44 ] |
| Austin Film Critics Association Awards                   | Best Score                                                          | Trent Reznor, Atticus Ross et Jon Batiste        | Lauréat    | [ 45 ] |
| NAACP Image Awards                                       | Outstanding Soundtrack/Compilation Album                            | Soul: Original Motion Picture Soundtrack         | Lauréat    | [ 46 ] |
| NAACP Image Awards                                       | Outstanding Jazz Album – Instrumental                               | Music from and Inspired by Soul                  | Lauréat    | [ 46 ] |
| Black Reel Awards                                        | Outstanding Score                                                   | Trent Reznor, Atticus Ross et Jon Batiste        | Lauréat    | [ 47 ] |
| British Academy Film Awards                              | Best Original Music                                                 | Trent Reznor, Atticus Ross et Jon Batiste        | Lauréat    | [ 48 ] |
| Annie Awards                                             | Outstanding Achievement for Music in an Animated Feature Production | Trent Reznor, Atticus Ross et Jon Batiste        | Lauréat    | [ 49 ] |
| Academy Awards                                           | Best Original Score                                                 | Trent Reznor, Atticus Ross et Jon Batiste        | Lauréat    | [ 50 ] |
| Grammy Awards                                            | Best Improvised Jazz Solo                                           | "Bigger Than Us"                                 | Nomination | [ 51 ] |
| Grammy Awards                                            | Best Jazz Instrumental Album                                        | Jazz Selections: Music from and Inspired by Soul | Nomination | [ 51 ] |
| Grammy Awards                                            | Best Score Soundtrack for Visual Media                              | Soul: Original Motion Picture Soundtrack         | Lauréat    | [ 51 ] |

## Liste des pistes
Toutes les chansons sont écrites et interprétées par Trent Reznor et Atticus Ross, sauf indication contraire. 
| Soul: Original Motion Picture Soundtrack track listing | Soul: Original Motion Picture Soundtrack track listing | Soul: Original Motion Picture Soundtrack track listing | Soul: Original Motion Picture Soundtrack track listing | Soul: Original Motion Picture Soundtrack track listing | Soul: Original Motion Picture Soundtrack track listing | Soul: Original Motion Picture Soundtrack track listing | Soul: Original Motion Picture Soundtrack track listing | Soul: Original Motion Picture Soundtrack track listing | Soul: Original Motion Picture Soundtrack track listing |
| No                                                     | Titre                                                  | Performer(s)                                           | Durée                                                  |                                                        |                                                        |                                                        |                                                        |                                                        |                                                        |
| ------------------------------------------------------ | ------------------------------------------------------ | ------------------------------------------------------ | ------------------------------------------------------ | ------------------------------------------------------ | ------------------------------------------------------ | ------------------------------------------------------ | ------------------------------------------------------ | ------------------------------------------------------ | ------------------------------------------------------ |
| 1.                                                     | Born to Play                                           | Jon Batiste                                            | 2:00                                                   |                                                        |                                                        |                                                        |                                                        |                                                        |                                                        |
| 2.                                                     | Born to Play (reprise)                                 | Jon Batiste                                            | 0:50                                                   |                                                        |                                                        |                                                        |                                                        |                                                        |                                                        |
| 3.                                                     | Bigger Than Us                                         | Jon Batiste                                            | 1:51                                                   |                                                        |                                                        |                                                        |                                                        |                                                        |                                                        |
| 4.                                                     | Collard Greens and Cornbread Strut                     | Jon Batiste                                            | 0:36                                                   |                                                        |                                                        |                                                        |                                                        |                                                        |                                                        |
| 5.                                                     | The Great Beyond                                       |                                                        | 2:45                                                   |                                                        |                                                        |                                                        |                                                        |                                                        |                                                        |
| 6.                                                     | Falling                                                |                                                        | 0:41                                                   |                                                        |                                                        |                                                        |                                                        |                                                        |                                                        |
| 7.                                                     | The Great Before/U Seminar                             |                                                        | 3:19                                                   |                                                        |                                                        |                                                        |                                                        |                                                        |                                                        |
| 8.                                                     | Jump to Earth                                          |                                                        | 0:52                                                   |                                                        |                                                        |                                                        |                                                        |                                                        |                                                        |
| 9.                                                     | Rappin Ced                                             | Daveed Diggs                                           | 0:37                                                   |                                                        |                                                        |                                                        |                                                        |                                                        |                                                        |
| 10.                                                    | Joe's Lowdown Blues                                    | Jon Batiste                                            | 0:36                                                   |                                                        |                                                        |                                                        |                                                        |                                                        |                                                        |
| 11.                                                    | Terry Time                                             |                                                        | 1:14                                                   |                                                        |                                                        |                                                        |                                                        |                                                        |                                                        |
| 12.                                                    | Joe's Life                                             |                                                        | 0:40                                                   |                                                        |                                                        |                                                        |                                                        |                                                        |                                                        |
| 13.                                                    | Portal/The Hall of Everything                          |                                                        | 2:18                                                   |                                                        |                                                        |                                                        |                                                        |                                                        |                                                        |
| 14.                                                    | Run/Astral Plane                                       |                                                        | 1:44                                                   |                                                        |                                                        |                                                        |                                                        |                                                        |                                                        |
| 15.                                                    | Lost Soul                                              |                                                        | 0:29                                                   |                                                        |                                                        |                                                        |                                                        |                                                        |                                                        |
| 16.                                                    | Meditation/Return to Earth                             |                                                        | 1:40                                                   |                                                        |                                                        |                                                        |                                                        |                                                        |                                                        |
| 17.                                                    | 22's Getaway                                           | Jon Batiste                                            | 0:58                                                   |                                                        |                                                        |                                                        |                                                        |                                                        |                                                        |
| 18.                                                    | Apex Wedge                                             | Jon Batiste                                            | 0:49                                                   |                                                        |                                                        |                                                        |                                                        |                                                        |                                                        |
| 19.                                                    | Let Your Soul Glow                                     | Jon Batiste                                            | 0:20                                                   |                                                        |                                                        |                                                        |                                                        |                                                        |                                                        |
| 20.                                                    | Terry Time Too                                         |                                                        | 3:00                                                   |                                                        |                                                        |                                                        |                                                        |                                                        |                                                        |
| 21.                                                    | Feel Soul Good                                         | Jon Batiste                                            | 0:27                                                   |                                                        |                                                        |                                                        |                                                        |                                                        |                                                        |
| 22.                                                    | Parting Ways                                           | Cody Chesnutt                                          | 2:20                                                   |                                                        |                                                        |                                                        |                                                        |                                                        |                                                        |
| 23.                                                    | Looking at Life                                        | Jon Batiste                                            | 1:31                                                   |                                                        |                                                        |                                                        |                                                        |                                                        |                                                        |
| 24.                                                    | Fruit of the Vine                                      | Jon Batiste                                            | 0:43                                                   |                                                        |                                                        |                                                        |                                                        |                                                        |                                                        |
| 25.                                                    | 22 Is Ready                                            |                                                        | 1:25                                                   |                                                        |                                                        |                                                        |                                                        |                                                        |                                                        |
| 26.                                                    | Pursuit/Terry's World                                  |                                                        | 1:42                                                   |                                                        |                                                        |                                                        |                                                        |                                                        |                                                        |
| 27.                                                    | Betrayal                                               |                                                        | 2:28                                                   |                                                        |                                                        |                                                        |                                                        |                                                        |                                                        |
| 28.                                                    | Space Maker                                            | Jon Batiste                                            | 1:17                                                   |                                                        |                                                        |                                                        |                                                        |                                                        |                                                        |
| 29.                                                    | Cristo Redentor                                        | Jon Batiste                                            | 2:21                                                   |                                                        |                                                        |                                                        |                                                        |                                                        |                                                        |
| 30.                                                    | The Epic Conversationalist/Born to Play                | Jon Batiste                                            | 1:26                                                   |                                                        |                                                        |                                                        |                                                        |                                                        |                                                        |
| 31.                                                    | Celestial Spaces in Blue                               | Jon Batiste                                            | 0:52                                                   |                                                        |                                                        |                                                        |                                                        |                                                        |                                                        |
| 32.                                                    | Spiritual Connection                                   | Jon Batiste                                            | 1:13                                                   |                                                        |                                                        |                                                        |                                                        |                                                        |                                                        |
| 33.                                                    | Lost                                                   |                                                        | 1:09                                                   |                                                        |                                                        |                                                        |                                                        |                                                        |                                                        |
| 34.                                                    | Epiphany                                               |                                                        | 3:48                                                   |                                                        |                                                        |                                                        |                                                        |                                                        |                                                        |
| 35.                                                    | Ship Chase                                             |                                                        | 1:40                                                   |                                                        |                                                        |                                                        |                                                        |                                                        |                                                        |
| 36.                                                    | Escape/Inside 22                                       |                                                        | 2:32                                                   |                                                        |                                                        |                                                        |                                                        |                                                        |                                                        |
| 37.                                                    | Flashback                                              |                                                        | 1:33                                                   |                                                        |                                                        |                                                        |                                                        |                                                        |                                                        |
| 38.                                                    | Earthbound                                             |                                                        | 1:27                                                   |                                                        |                                                        |                                                        |                                                        |                                                        |                                                        |
| 39.                                                    | Thank You                                              |                                                        | 0:42                                                   |                                                        |                                                        |                                                        |                                                        |                                                        |                                                        |
| 40.                                                    | Enjoy Every Minute                                     |                                                        | 0:48                                                   |                                                        |                                                        |                                                        |                                                        |                                                        |                                                        |
| 41.                                                    | It's All Right                                         | Jon Batiste                                            | 2:50                                                   |                                                        |                                                        |                                                        |                                                        |                                                        |                                                        |
| 42.                                                    | Just Us                                                |                                                        | 2:42                                                   |                                                        |                                                        |                                                        |                                                        |                                                        |                                                        |
| 64:15                                                  |                                                        |                                                        |                                                        |                                                        |                                                        |                                                        |                                                        |                                                        |                                                        |

| Japanese edition bonus tracks | Japanese edition bonus tracks          | Japanese edition bonus tracks | Japanese edition bonus tracks | Japanese edition bonus tracks | Japanese edition bonus tracks | Japanese edition bonus tracks | Japanese edition bonus tracks | Japanese edition bonus tracks | Japanese edition bonus tracks |
| No                            | Titre                                  | Performer(s)                  | Durée                         |                               |                               |                               |                               |                               |                               |
| ----------------------------- | -------------------------------------- | ----------------------------- | ----------------------------- | ----------------------------- | ----------------------------- | ----------------------------- | ----------------------------- | ----------------------------- | ----------------------------- |
| 43.                           | Kiseki Wo Nozomunara... (Soul version) | Juju                          | 3:33                          |                               |                               |                               |                               |                               |                               |
| 44.                           | Rappin Ced                             | Subaru Kimura                 | 0:38                          |                               |                               |                               |                               |                               |                               |
| 45.                           | Parting Ways                           | Eito                          | 2:23                          |                               |                               |                               |                               |                               |                               |
| 70:49                         |                                        |                               |                               |                               |                               |                               |                               |                               |                               |

| 1.  | The Great Beyond                | 2:45 |
| 2.  | Falling                         | 0:41 |
| 3.  | The Great Before / U Seminar    | 3:19 |
| 4.  | Jump to Earth                   | 0:52 |
| 5.  | Terry Time                      | 1:14 |
| 6.  | Joe's Life                      | 0:40 |
| 7.  | Portal / The Hall of Everything | 2:18 |
| 8.  | Run / Astral Plane              | 1:44 |
| 9.  | Lost Soul                       | 0:29 |
| 10. | Meditation / Return to Earth    | 1:40 |
| 11. | Terry Time Too                  | 3:00 |
| 12. | 22 Is Ready                     | 1:25 |
| 13. | Pursuit / Terry's World         | 1:42 |
| 14. | Betrayal                        | 2:28 |
| 15. | Lost                            | 1:09 |
| 16. | Epiphany                        | 3:48 |
| 17. | Ship Chase                      | 1:40 |
| 18. | Escape / Inside 22              | 2:32 |
| 19. | Flashback                       | 1:33 |
| 20. | Earthbound                      | 1:27 |
| 21. | Thank You                       | 0:42 |
| 22. | Enjoy Every Minute              | 0:48 |
| 23. | Just Us                         | 2:42 |

| 1.  | Born to Play                              | Jon Batiste | 2:00 |
| 2.  | Born to Play Reprise                      | Batiste     | 0:50 |
| 3.  | Bigger Than Us                            | Batiste     | 1:51 |
| 4.  | Collard Greens and Cornbread Strut        | Batiste     | 0:36 |
| 5.  | Joe's Lowdown Blues                       | Batiste     | 0:36 |
| 6.  | 22's Getaway                              | Batiste     | 0:58 |
| 7.  | Apex Wedge                                | Batiste     | 0:49 |
| 8.  | Let Your Soul Glow                        | Batiste     | 0:20 |
| 9.  | Feel Soul Good                            | Batiste     | 0:27 |
| 10. | Looking at Life                           | Batiste     | 1:31 |
| 11. | Fruit of the Vine                         | Batiste     | 0:43 |
| 12. | The Epic Conversationalist / Born to Play | Batiste     | 1:26 |
| 13. | Celestial Spaces in Blue                  | Batiste     | 0:52 |
| 14. | Spiritual Connection                      | Batiste     | 1:13 |
| 15. | The Initial Pursuit                       | Batiste     |      |
| 16. | It's All Right                            | Batiste     |      |
| 17. | Space Maker                               | Batiste     | 1:17 |
| 18. | Cristo Redentor                           | Batiste     | 2:21 |
| 19. | Danceland                                 | Batiste     |      |
| 20. | Epistrophy                                | Batiste     |      |
| 21. | I Let a Song Go Out of My Heart           | Batiste     |      |
| 22. | Blue Rondo à la Turk                      | Batiste     |      |